# WWE Wreckless Intent
WWE Wreckless Intent è un album prodotto dalla WWE nel 2006 e che contiene le musiche d'entrata dei maggiori wrestler della federazione di quel periodo.
Tutte le tracce sono state scritte dal compositore Jim Johnston.

## Tracce
| Traccia | Artista             | Titolo                   | Wrestler/PPV    | Durata |
| ------- | ------------------- | ------------------------ | --------------- | ------ |
| 1       | Saliva              | I Walk Alone             | Batista         | 4:07   |
| 2       | Mercy Drive         | Burn in My Light         | Randy Orton     | 3:55   |
| 3       | Homebwoi            | Hard Hittin'             | Coach           | 4:06   |
| 4       | Brand New Sin       | Crank It Up              | Big Show        | 4:28   |
| 5       | Desiree Jackson     | Holla                    | Kelly Kelly     | 3:28   |
| 6       | Eleventh Hour       | A Girl Like That         | Torrie Wilson   | 3:07   |
| 7       | Kaballon            | Quien Soy Yo (Who I Am)  | Carlito         | 3:26   |
| 8       | Theory of a Deadman | Deadly Game              | No Way Out 2006 | 3:09   |
| 9       | Silkk Tha Shocker   | I'm Comin'               | MVP             | 3:32   |
| 10      | Shadows Fall        | Fury of the Storm        | Rob Van Dam     | 3:37   |
| 11      | Three 6 Mafia       | Some Bodies Gonna Get It | Mark Henry      | 3:35   |
| 12      | Zebrahead           | With Legs Like That      | Maria           | 3:07   |
| 13      | Killswitch Engage   | This Fire Burns          | CM Punk         | 3:05   |
| 14      | P.O.D.              | Booyaka 619              | Rey Mysterio    | 3:12   |
| 15      | Motörhead           | King of Kings            | Triple H        | 3:58   |

[1]: Benché I'm Comin' dei Silkk the Shocker e This Fire Burns dei Killswitch Engage non siano attribuite ad alcun wrestler nell'album, in seguito sono state utilizzate rispettivamente da MVP e CM Punk.

### Bonus track
| Traccia | Artista                                                    | Titolo        | Wrestler           | Durata |
| ------- | ---------------------------------------------------------- | ------------- | ------------------ | ------ |
| 1       | Drowning Pool                                              | Rise Up 2006  | Sigla di SmackDown | 2:54   |
| 1       | Scaricabile da Wal-Mart e WWE.com                          |               |                    |        |
| 2       | Eric & The Hostiles                                        | Pay the Price | Charlie Haas       | 3:40   |
| 2       | Esclusiva per iTunes in caso di download dell'intero album |               |                    |        |